# Companhia do Metropolitano de São Paulo
La Companhia do Metropolitano de São Paulo est une société d'économie mixte créée en 1968 par le gouvernement de l'État de São Paulo pour gérer le réseau ferroviaire, métro et trains de banlieue, de la zone métropolitaine de São Paulo.

## Histoire
La Companhia do Metropolitano de São Paulo est créée le 24 avril 1968, à l'initiative de la ville de São Paulo. Elle entre sous le contrôle du gouvernement de l'État de São Paulo à partir des années 1980.